# Зуботрясівка
Зуботря́сівка — село в Україні, у Кам'янському районі Дніпропетровської області. Населення за переписом 2001 року складало 24 особи. Входить до складу Верхньодніпровської міської громади.

## Географія
Село Зуботрясівка знаходиться на лівому березі річки Домоткань, вище за течією примикає село Новоселівка, нижче за течією на відстані 1 км розташоване село Миколаївка. Річка в цьому місці пересихає.

## Населення

### Мова
Розподіл населення за рідною мовою за даними перепису 2001 року:
| Мова       | Відсоток |
| ---------- | -------- |
| українська | 91,7 %   |
| російська  | 8,3 %    |

## Цікаві факти
За версією громадської організації "Центр гумору «Весела оселя» (м. Коломия) у висліді конкурсу на найсмішнішу назву українського села (2014 р.) перемогу здобуло с. Зуботрясівка.